# Емануил Каралис
Емануил Каралис (грч. Εμμανουήλ Καραλής; Атина,  20. октобар 1999.) грчки je атлетичар, национални рекордер у скоку мотком. Освојио је сребрну медаљу на Европским првенствима за млађе сениоре  2019. и 2021., бронзану медаљу на Олимпијским играма 2024. и четврто место на Олимпијским играма 2020.
Емануил је син оца Хариса Каралиса, Грка из Пиргоса и мајке Саре Мулунга, из Уганде. Има сестру близнакињу по имену Ангелики.

## Међународна такмичења
| Представаајући Грчку | Представаајући Грчку                | Представаајући Грчку            | Представаајући Грчку | Представаајући Грчку | Представаајући Грчку |
| Година               | Такмичење                           | Место                           | Пласман              | Дисциплина           | Резултат             |
| -------------------- | ----------------------------------- | ------------------------------- | -------------------- | -------------------- | -------------------- |
| 2015                 | Светско првенство за млађе јуниоре  | Кали, Колумбија                 | 3.                   | Скок мотком          | 5.20 м               |
| 2016                 | Европско првенство за млађе јуниоре | Тбилиси, Грузија                | 1.                   | Скок мотком          | 5.45 м               |
| 2016                 | Светско првенство за јуниоре        | Бидгошч, Пољска                 | 4.                   | Скок мотком          | 5.40 м               |
| 2017                 | Европско првенство у дворани        | Београд, Србија                 | 11.                  | Скок мотком          | 5.50 м               |
| 2017                 | Европско првенство за јуниоре       | Гросето, Италија                | –                    | Скок мотком          | Без пласмана         |
| 2017                 | Светско првенство                   | Лондон, Уједињено Краљевство    | 17.                  | Скок мотком          | 5.45 м               |
| 2018                 | Светско првенство у дворани         | Бирмингем, Уједињено Краљевство | 5.                   | Скок мотком          | 5.80 м               |
| 2019                 | Европско првенство у дворани        | Глазгов, Уједињено Краљевство   | 4.                   | Скок мотком          | 5.65 м               |
| 2019                 | Европско првенство за млађе сениоре | Јевле, Шведска                  | 2.                   | Скок мотком          | 5.60 м               |
| 2019                 | Светско првенство                   | Доха, Катар                     | 15.                  | Скок мотком          | 5.60 м               |
| 2021                 | Европско првенство за млађе сениоре | Талин, Естонија                 | 2.                   | Скок мотком          | 5.65 м               |
| 2021                 | Олимпијске игре                     | Токио, Јапан                    | 4.                   | Скок мотком          | 5.80 м               |
| 2022                 | Светско првенство                   | Јуџин, САД                      | 22.                  | Скок мотком          | 5.50 м               |
| 2022                 | Европско првенство                  | Минхен, Немачка                 | 13.                  | Скок мотком          | 5.50 м               |
| 2023                 | Европско првенство у дворани        | Истанбул, Турска                | 2.                   | Скок мотком          | 5.80 м               |
| 2023                 | Светско првенство                   | Будимпешта, Мађарска            | –                    | Скок мотком          | Без пласмана         |
| 2024                 | Светско првенство у дворани         | Глазгов, Уједињено Краљевство   | 3.                   | Скок мотком          | 5.85 м               |
| 2024                 | Европско првенство                  | Рим, Италија                    | 2.                   | Скок мотком          | 5.87 м               |
| 2024                 | Олимпијске игре                     | Париз, Француска                | 3.                   | Скок мотком          | 5.90 м               |
| 2025                 | Европско првенство у дворани        | Апелдорн, Холандија             | 1.                   | Скок мотком          | 5.90 м               |
| 2025                 | Светско првенство у дворани         | Нанкинг, Кина                   | 2.                   | Скок мотком          | 6,05 м               |